# Lumbrineris hartmani
Lumbrineris hartmani är en ringmaskart som beskrevs av Francis Day 1953. Lumbrineris hartmani ingår i släktet Lumbrineris och familjen Lumbrineridae. Inga underarter finns listade i Catalogue of Life.